# Скляний мурашник
«Скляний мурашник» (англ. Glass Trap) — американський фантастичний бойовик 2005 року.

## Сюжет
Звичайний робочий день відразу став кошмаром для мешканців одного з хмарочосів Лос-Анджелеса після того, як в будівлю привезли декілька нових декоративних рослин. Спочатку вимкнулася електрика і більше десяти співробітників виявилися в'язнями багатоповерхівки. Не відразу люди розуміють, що в довгих темних коридорах вони вже не одні. Їм складають компанію гігантські мурахи — результат експерименту надсекретної військової лабораторії, що розробила нову наступальну зброю і побажала поглянути на неї в справі. Останньою надією загнаних у кут людей стає Кертіс, колишній автомобільний злодій, який відсидів у в'язниці і насилу отримав посаду прибиральника. Не бажаючи миритися з долею піддослідного кролика, Кертіс береться вивести народ з будівлі, що перетворився в скляний мурашник.

## У ролях
- Сі Томас Хауелл — Кертіс
- Стелла Стівенс — Джоан Хайсміт
- Сірі Барук — Шарон
- Брент Хафф — Денніс
- Чік Веннера — Паоло
- Ендрю Прайн — шериф Ед
- Пітер Спеллос — Говард Брунел
- Мартін Коув — Корріган
- Трейсі Брук Своуп — Елізабет
- Вітні Слоун — Чарлі
- Джон Клемент — Джек Ворнер
- Рон Харпер — Генрі «Хенк» Конлон
- Марк Джинтер — Сем
- Діана Кауффман — Міла
- Анна Александер — Лулу
- Тед Монте — Ворт
- Річард Габай — Джейк Льюїс
- Крістіан Ерік Біллінгс — Кел
- Стівен Літтлс — HazMat Agent